# 松滋市
30°11′09″N 111°46′08″E / 30.18583°N 111.76889°E
松滋市，位于湖北省西南部、长江南岸，焦柳铁路纵贯市境，隶属于地级荆州市。土地总面积2235平方公里，总耕地面积92.3万亩，共辖16个乡镇1个开发区，常住总人口82.96万人。东临荆州，西连宜昌，南接武陵，北滨长江，华实蔽野，系焦柳铁路与长江的交汇处，是一座集工业农业商贸旅游于一体的新兴城市。市人民政府驻环湖路3号。

## 历史
此地汉代时称高成县，属荆州。而当时的松滋则是指豫州境内今安徽省霍邱县处。在东晋时，豫州的松滋人为避战乱，南迁至荆州，并侨置松滋县。此后这里就一直使用松滋之名。東晉時當地有上明城。荊州刺史桓沖曾經在此駐防。松滋于1996年撤县设市。市中心为新江口镇。

## 人口
2020年11月1日零时，全市常住人口为654762人。全市共有家庭户233993户，家庭户人口为625837人；集体户5396户，集体户人口为28925人。平均每个家庭户的人口为2.67人，比2010年增加0.02人。

## 地理
松滋市境西部为山区，东部为平原，土地肥沃。全市年平均气温16.5℃，降水量1200毫米。经济以农业为主，盛产棉花、水稻、小麦、油菜、柑橘、梨、生猪等，有“金松滋”之称。工业则有酿造、电气等门类。境内洈水风景区是一处因建造水库而形成的人工湖泊，周围森林覆盖，还有溶洞等景观。

## 行政区划
松滋市下辖2个街道办事处、13个镇、1个乡、1个民族乡：
新江口街道、乐乡街道、南海镇、八宝镇、涴市镇、老城镇、陈店镇、王家桥镇、斯家场镇、杨林市镇、纸厂河镇、街河市镇、洈水镇、刘家场镇、沙道观镇、万家乡和卸甲坪土家族乡。